# Старокорсаковский Майдан
Старокорсаковский Майдан — упразднённое село Кадошкинского района Республики Мордовия Российской Федерации.

## Название
Имело два названия: Старокорсаковский (Сукинский) Майдан.

## География
Расположено было к северу от станции Кадошкино.

## История
Список населённых мест Российской империи по сведениям 1859—1873 годов
описывал село казённое следующим образом: «Старокорсаковский (Сукинский) Майдан, с. каз., при рч. Патиже.
Церковь православная»
В селе Старокорсаковский Майдан был создан колхоз «Красный выборжец».
Указом Президиума Верховного Совета Мордовской АССР от 19 апреля 1968 года село Старокорсаковский Майдан объединено в рабочий посёлок Кадошкино.

## Население
Согласно Списку населённых мест Российской империи по сведениям 1859—1873 годов, 2 067 жителей, из них  мужского пола —
994, женского пола — 1073.

## Инфраструктура
Личное подсобное хозяйство с зоной сельскохозяйственного использования, индивидуальная застройка усадебного типа.
Согласно Списку населённых мест Российской империи по сведениям 1859—1873 годов, 285 дворов. Действовал базар.